# Boris Dobronravov
Boris Dobronravov (Mosca, 16 aprile 1896 – Mosca, 27 ottobre 1949) è stato un attore sovietico.

## Filmografia parziale

### Attore
- La tragedia di Jegor (1934)
- Aėrograd (1935)
- Zaključёnnye (1936)

## Premi
- Artista onorato della RSFSR
- Artista del popolo dell'Unione Sovietica
- Ordine di Lenin